# Меркер, Пауль
Пауль Ме́ркер (нем. Paul Merker; 1 февраля 1894, Оберлёсниц — 13 мая 1969, Айхвальде) — немецкий политик, член НСДПГ, КПГ и СЕПГ.

## Биография
Пауль Меркер вырос в протестантской семье. Окончив народную школу, работал официантом и служащим отеля. В 1912—1918 годах состоял в христианском, а с 1919 года — в свободном профсоюзе. В Первую мировую служил солдатом. В 1918 году вступил в Независимую социал-демократическую партию, в 1920 году — в Коммунистическую партию Германии. До 1922 года находился на профсоюзной работе, в 1923—1924 годах занимал должность секретаря окружкома КПГ в Западной Саксонии, а в 1924—1932 годах являлся депутатом прусского ландтага. В 1927—1930 и 1934—1945 годах входил в состав ЦК и Политбюро ЦК КПГ. В конце 1920-х годов работал в профсоюзном отделе партии. В апреле 1930 года Меркер был исключён из Политбюро и ЦК КПГ за «лево-оппортунистский уклон» и впоследствии находился на второстепенных партийных должностях, а в 1931 году был направлен на работу в Коммунистический интернационал.
В 1931—1933 годах по заданию Коминтерна Меркер под псевдонимом Макс Фишер работал советником в Коммунистической партии США. Летом 1933 года Меркер переехал в Ленинград. В начале 1934 года вернулся на нелегальную работу в Германию (в том числе в Революционной профсоюзной оппозиции). В 1934 году вошёл в состав правления КПГ, находившегося на нелегальном положении. В 1935 и 1939 годах Меркер вновь избирался в ЦК и Политбюро ЦК КПГ.
В феврале 1937 года Меркер входил в состав секретариата ЦК КПГ, который из Парижа координировал деятельность эмигрировавших немецких коммунистов. После выезда Вальтера Ульбрихта Меркер руководил деятельностью секретариата вместе с Францем Далемом. С началом Второй мировой войны секретариат ЦК КПГ призвал всех эмигрировавших из Германии коммунистов легализоваться во Франции. Это ошибочное решение, в результате которого многие коммунисты попали в лагеря для интернированных, а после оккупации Франции — в концентрационные лагеря, послужило поводом для уголовного преследования Меркера в 1950 году. С февраля 1941 года Меркер сам попал в лагерь для интернированных, тем не менее, имел возможность покидать лагерь в дневное время. Получив предупреждение от Фрица Френкена об угрожавшей ему выдаче гестапо, Пауль Меркер вместе с Вальтером Янкой, Отто Вальсом и Георгом Штиби ушёл в подполье. В 1942 году Меркеру удалось выехать из Марселя в Мексику, где он работал секретарём латиноамериканского комитета движения «Свободная Германия» и писал статьи для журнала «Свободная Германия».
В 1946 году Меркер вернулся в Германию, был избран в правление партии, ЦК и Политбюро ЦК СЕПГ. Избирался депутатом ландтага Бранденбурга, в 1948 году был избран делегатом Немецкого народного совета и депутатом Временной Народной палаты. В 1949—1950 годах занимал должность статс-секретаря в министерстве сельского хозяйства ГДР. В 1946—1949 годах вместе с Гельмутом Леманом руководил Германским управлением труда и социального обеспечения.
В первые годы после учреждения СЕПГ Пауль Меркер входил в её руководящий состав. В апреле 1946 года он был избран одним из семи представителей от КПГ в ЦК СЕПГ, в 1949 году после реорганизации руководства партии вошёл в состав Политбюро ЦК СЕПГ. По его собственным воспоминаниям, начиная с 1948 года он ощущал отсутствие каких либо перспектив для дальнейшей работы в руководстве СЕПГ. Советские оккупационные власти и группа Ульбрихта отказывали ему в доверии: после того, как стало известно о заключении пакта Молотова — Риббентропа, Меркер на совещании в секретариате КПГ в Париже в 1939 году разразился резкой антисоветской речью, о чём стало известно среди немецких эмигрантов в Москве. В СВАГ Меркера считали поборником радикального курса в СЕПГ, симпатизировавшим «сектантским» тенденциям среди бывших членов КПГ в СЕПГ.
Летом 1950 года в отношении Меркера началось партийное расследование в связи с делом Ноэля Филда и на фоне процесса над Ласло Райком в Будапеште. После допроса в Центральной комиссии партийного контроля Пауль Меркер был исключён из партии 22 августа вместе с Вилли Крайкемайером, Лео Бауэром, Бруно Гольдхаммером, Лексом Энде и Марией Вайтерер. Благодаря вмешательству Вильгельма Пика Меркера, в отличие от Крайкемайера и Бауэра, не арестовали, хотя в Центральной комиссии партийного контроля его считали одним из основных фигурантов дела. Меркера выслали в Луккенвальде, где он до 1952 года руководил рестораном сети «Торговой организации».
Имя Пауля Меркера всплыло вновь в Праге на процессе над Рудольфом Сланским, где был разоблачён новый «заговор», и 30 ноября 1952 года Меркера арестовали и поместили в следственный изолятор МГБ ГДР в Берлине. В опубликованном 20 декабря 1952 года заявлении ЦК СЕПГ Меркера обвинили в участии в раскрытом в Праге «заговоре», руководстве заговорщиками в ГДР, а также в сионистских идеях за то, что в 1940-е годы в Мексике он в своих статьях в Neues Deutschland требовал выплаты компенсаций евреям за национализированное у них имущество в Третьем рейхе, поддерживал создание еврейского Национального совета и выступал за признание евреев национальным меньшинством в Германии.
Меркер пробыл в следственном изоляторе два года, 29—30 марта 1955 года дело Меркера было рассмотрено Верховным судом ГДР, приговором суда по обвинению в преступлениях против статьи 6 Конституции ГДР ему было назначено наказание в виде восьми лет тюремного заключения. Суд признал доказанным, что с 1941—1942 года Меркер являлся агентом французской спецслужбы, а его последующая деятельность была направлена на подрыв устоев ГДР. Контакты со спецслужбами Меркер якобы поддерживал после войны через осуждённых на процессе Сланского «агентов» Отто Каца, Отто Фишля и Бедржиха Геминдера. В обосновании приговора были указаны тесные политические и личные контакты Меркера с Эрлом Браудером, а также его мнение по вопросу компенсаций евреям, его отношение к Израилю и связи с «сионистскими кругами» во время эмиграции в Мексике.
В январе 1956 года Меркер был освобождён из заключения. Восстановив здоровье, Меркер в письмах Вильгельму Пику и в Центральную комиссию партийного контроля потребовал снять с него обвинения и провести его открытую реабилитацию. Обвинения с Меркера были сняты тем же судом на закрытом заседании в июле 1956 года.
21 ноября 1956 года Пауль Меркер, по его собственным словам, случайно оказался в Клайнмахнове на собрании группы Вальтера Янки и Вольфганга Хариха. После их ареста Меркер на допросе в МГБ ГДР 9 января 1957 года подтвердил, что Харих в Клайнмахнове требовал смещения Вальтера Ульбрихта. В июле 1957 года Меркер выступил свидетелем на показательном процессе против Янки, в ходе которого под давлением генерального прокурора Эрнста Мельсхаймера был вынужден дать обвинительные показания против подсудимого.
29 декабря 1956 года Меркера восстановили в партии по решению Политбюро ЦК СЕПГ, в 1957 году он поселился в Айхвальде, работал лектором в отделе иностранной литературы издательства Verlag Volk und Welt. В 1966 году как заслуженный ветеран партии Меркер был приглашён в президиум торжественного собрания по случаю 20-летия со дня основания СЕПГ. В 1964 году в связи с 70-летним юбилеем Меркера наградили орденом «Знамя труда». В 1969 году Меркер был посмертно награждён орденом «За заслуги перед Отечеством» в золоте. Похоронен в Мемориале социалистов на Центральном кладбище Фридрихсфельде в берлинском Лихтенберге.

## Труды
- Deutschland. Sein oder nicht Sein? 1. Band: Von Weimar zu Hitler, El libro libre, México 1944
- Deutschland. Sein oder nicht Sein? 2. Band: Das 3. Reich und sein Ende, El Libro Libre, México 1945